# Olympische Sommerspiele 2000/Reiten
Bei den Olympischen Spielen 2000 in der australischen Metropole Sydney wurden sechs Wettbewerbe im Reiten ausgetragen.
Austragungsort war das Equestrian Centre im Horsley Park.

## Dressur

### Einzel
| Platz | Land               | Reiter und Pferd                   | Punkte |
| ----- | ------------------ | ---------------------------------- | ------ |
| 1     | Niederlande        | Anky van Grunsven Bonfire          | 239,80 |
| 2     | Deutschland        | Isabell Werth Gigolo FRH           | 234,19 |
| 3     | Deutschland        | Ulla Salzgeber Rusty               | 230,57 |
| 4     | Deutschland        | Nadine Capellmann Farbenfroh       | 225,88 |
| 5     | Niederlande        | Coby van Baalen Ferro              | 221,36 |
| 6     | Niederlande        | Ellen Bontje Silvano               | 217,59 |
| 7     | Dänemark           | Lone Jörgensen Kennedy             | 216,90 |
| 8     | Vereinigte Staaten | Susan Blinks Flim Flam             | 214,65 |
| 9     | Australien         | Kristy Oatley-Nist Wall Street     | 210,79 |
| 10    | Spanien            | Beatriz Ferrer-Salat Beauvalais    | 210,33 |
| 11    | Vereinigte Staaten | Christine Traurig Etienne          | 208,34 |
| 12    | Spanien            | Rafael Soto Andrade Invasor        | 208,21 |
| 13    | Schweiz            | Daniel Ramseier Rali Baba          | 205,60 |
| 14    | Italien            | Pia Laus Renoir                    | 205,44 |
| 15    | Dänemark           | Jon Pedersen Esprit de Valdemar    | 204,18 |
| 16    | Deutschland        | Alexandra Simons-de Ridder Chacomo | 149,90 |
|       | ...                |                                    |        |
| 21    | Österreich         | Peter Gmoser Candidat              | 132,03 |
| 22    | Schweiz            | Christine Stückelberger Aquamarin  | 131,80 |

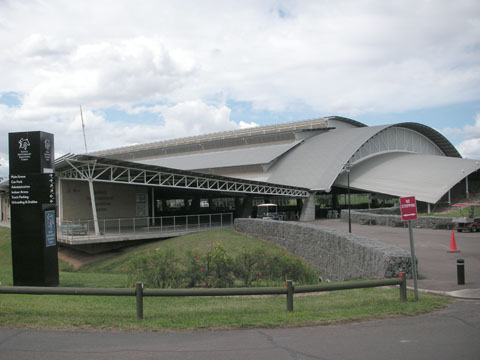
Equestrian Centre im Horsely Park

Anmerkung: Plätze 1 bis 15: Addition aus Grand Prix, Grand Prix Spécial und Grand Prix Kür; Plätze 16 bis 25: Addition aus Grand Prix und Grand Prix Spécial.

### Mannschaft
| Platz | Land               | Reiter und Pferde | Punkte |
| ----- | ------------------ | --- | ------ |
| 1     | Deutschland        | Nadine Capellmann auf Farbenfroh Ulla Salzgeber auf Rusty Alexandra Simons auf Chacomo Isabell Werth auf Gigolo FRH             | 5638   |
| 2     | Niederlande        | Ellen Bontje auf Silvano Arjen Teeuwissen auf Goliath Coby van Baalen auf Ferro Anky van Grunsven auf Bonfire                   | 5579   |
| 3     | Vereinigte Staaten | Susan Blinks auf Flim Flam Robert Dover auf Ranier Guenter Seidel auf Foltaire Christine Traurig auf Etienne                    | 5165   |
| 4     | Dänemark           | Jon Pedersen auf Esprit de Valdemar Morten Thomsen auf Gay Anne van Olst auf Any How Lone Jörgensen auf Kennedy                 | 5149   |
| 5     | Spanien            | Juan Antonio Jiménez auf Guizo Rafael Soto Andrade auf Invasor Lluis Lucio auf Aljarafe Beatriz Ferrer-Salat auf Beauvalais     | 5011   |
|       | ...                | |        |
| 7     | Schweiz            | Patricia Bottani auf Diamond Daniel Ramseier auf Rali Baba Christine Stückelberger auf Aquamarin Françoise Cantamessa auf Sir S | 4924   |

## Springreiten

### Einzel
Das Ergebnis der Einzelwertung setzte sich bei den Springreitern aus den Fehlerpunkten der zwei Parcours des Einzelfinals zusammen. Die Fehlerpunkte aus der ersten Qualifikation und dem Mannschaftsspringen gingen nicht in das Einzelergebnis der besten 45 Reiter ein. Da drei Reiter mit ihren Pferden nach den beiden Umläufen des Einzelfinals punktgleich lagen, war ein Stechen um die Verteilung der Medaillen erforderlich. Hier zeigte Jeroen Dubbeldam zwar den langsamsten der drei Ritte, blieb aber als einziger fehlerfrei und wurde damit zum Goldmedaillengewinner.
Markus Fuchs trat mit Tinka’s Boy im zweiten Umlauf des Einzelfinals nicht mehr an. Günter Orschel, der für Bulgarien am Start war, verpasste den Einzug in das Einzelfinale. Nach dem Mannschaftsspringen wurde er auf 58. Rang (von 74 Teilnehmern) geführt.
| Platz | Land               | Reiter und Pferd              | Fehlerpunkte | Stechen                  |
| ----- | ------------------ | ----------------------------- | ------------ | ------------------------ |
| 1     | Niederlande        | Jeroen Dubbeldam De Sjiem     | 4            | 0 Fehlerpunkte / 50,65 s |
| 2     | Niederlande        | Albert Voorn Lando            | 4            | 4 Fehlerpunkte / 44,72 s |
| 3     | Saudi-Arabien      | Chalid al-'Aid Kashm Al Aan   | 4            | 4 Fehlerpunkte / 44,86 s |
| 4     | Deutschland        | Lars Nieberg Esprit FRH       | 8            |                          |
| 4     | Belgien            | Ludo Philippaerts Otterongo   | 8            |                          |
| 4     | Brasilien          | André Johannpeter Calei       | 8            |                          |
| 4     | Deutschland        | Marcus Ehning For Pleasure    | 8            |                          |
| 4     | Deutschland        | Otto Becker Cento             | 8            |                          |
| 9     | Schweiz            | Beat Mändli Pozitano          | 9            |                          |
| 10    | Vereinigte Staaten | Margie Goldstein-Engle Perin  | 12           |                          |
| 10    | Schweiz            | Willi Melliger Calvaro        | 12           |                          |
| 10    | Dänemark           | Thomas Velin Carnute          | 12           |                          |
| 13    | Kanada             | Ian Millar Dorincord          | 12,25        |                          |
| 14    | Kolumbien          | Manuel Torres Marco           | 13,25        |                          |
| 15    | Kanada             | Jonathan Asselin Spirit       | 16           |                          |
| 15    | Vereinigte Staaten | Lauren Hough Clasiko          | 16           |                          |
| 15    | Schweden           | Maria Gretzer Feliciano       | 16           |                          |
|       | ...                |                               |              |                          |
| 26    | Österreich         | Anton Martin Bauer Remus Equo | 28           |                          |
|       | ...                |                               |              |                          |
| 30    | Deutschland        | Markus Fuchs Tinka’s Boy      | 12/–         |                          |

### Mannschaft
Der Mannschaftssieg ging an die deutsche Mannschaft, mit einem Fehlerpunkt Abstand ging Silber an die Schweiz. Der Abstand dieser beiden Equipen zu den übrigen Mannschaften war deutlich, so hatten die fünftplatzierten Niederländer in den beiden Umläufen des Mannschaftsspringens doppelt so viele Fehlerpunkte angesammelt wie die Schweizer, die elftplatzierten Japaner hatten gar vier Mal so viele Punkte wie die Schweizer Equipe.
Um die Bronzemedaille musste gestochen werden. Drei der vier brasilianischen Reiter blieben im Stechen ohne Fehler, Frankreich kam auf den vierten Rang.
| Platz | Land        | Reiter und Pferde | Fehlerpunkte | Stechen        |
| ----- | ----------- | --- | ------------ | -------------- |
| 1     | Deutschland | Otto Becker auf Cento Ludger Beerbaum auf Goldfever Marcus Ehning auf For Pleasure Lars Nieberg auf Esprit FRH                             | 15           |                |
| 2     | Schweiz     | Markus Fuchs auf Tinka’s Boy Beat Mändli auf Pozitano Lesley McNaught auf Dulf Willi Melliger auf Calvaro V                                | 16           |                |
| 3     | Brasilien   | Luiz Felipe de Azevedo auf Ralph André Johannpeter auf Calei Álvaro Affonso de Miranda Neto auf Aspen Rodrigo Pessoa auf Baloubet du Rouet | 24           | 0 Fehlerpunkte |
| 4     | Frankreich  | Alexandra Ledermann auf Rochet Patrice Delaveau auf Caucalis Thierry Pomel auf Thor des Chaines Philippe Rozier auf Barbarian              | 24           | 8 Fehlerpunkte |
| 5     | Niederlande | Albert Voorn auf Lando Jeroen Dubbeldam auf De Sjiem Jan Tops auf Roofs Jos Lansink auf Carthago Z                                         | 32           |                |

## Vielseitigkeit

### Einzel
| Platz | Land | Reiter und Pferd                 | Strafpunkte |
| ----- | ---- | -------------------------------- | ----------- |
| 1     | USA  | David O’Connor auf „Custom Made“ | 34          |
| 2     | AUS  | Andrew Hoy auf „Swizzle Inn“     | 39,4        |
| 3     | NZL  | Mark Todd auf „Eyespy“           | 42          |

### Mannschaft
| Platz | Land | Reiter und Pferde | Strafpunkte |
| ----- | ---- | --- | ----------- |
| 1     | AUS  | Phillip Dutton auf „House Doctor“ Andrew Hoy auf „Darien Powers“ Matthew Ryan auf „Kibah Sandstone“ Stuart Tinney auf „Jeepster“ | 146,8       |
| 2     | GBR  | Jeanette Brakewell auf „Over to You“ Philippa Funnell auf „Supreme Rock“ Leslie Law auf „Shear L’Eau“ Ian Stark auf „Jaybee“     | 161,0       |
| 3     | USA  | Nina Fout auf „3 Magic Beans“ David O’Connor auf „Giltedge“ Karen O’Connor auf „Prince Panache“ Linden Wiesman auf „Anderoo“     | 175,8       |

Der Brite Stark trat zum Springen nicht an, der US-Amerikaner Wiesmann schied im Gelände aus.